# Журавские
Журавские (пол. Żurawski) — польские и русские дворянские роды.
Польские роды, гербов Тшаска, Лелива и Трубы, восходят к первой половине XVII века и внесены в VI и I части родословной книги Виленской и Минской губерний. Русские роды (всего 3) более позднего происхождения.
Фамилия Журавский — производное от польского слова журавль (пол. żuraw). Появилась на рубеже XII — XIII веков в Польше. Владельцы фамилии изначально имели на юго-западе Польши поместье, называемое Журавка (пол. Żurawka) — журавль, журавушка. Имели герб родовой с изображением рыцаря, который держит в правой руке сосну о трёх кронах и пяти кореньях. Герб сродный 24-м польским дворянским фамилиям и происходит изначально от герба Годземба. В середине XVI века род разделяется на польскую, литовскую (белорусскую), московскую — на службе у царей российских и казацкую (украинскую) линии, часть у шведов, немцев и т. д.
При подаче документов в 1686 году, для внесения рода в Бархатную книгу, была предоставлена родословная роспись Журавских.

## Известные представители
- Журавский Елизар Фёдорович — московский дворянин (1658).
- Журавский Андрей Елизарьевич — московский дворянин (1662-1677).
- Журавский Феоктист Елизарович — московский дворянин (1676-1677).
- Журавские: Парфений Феоктистович и Иван Андреевич — стряпчие (1682-1692).
- Журавский Василий Андреевич — стряпчий (1692).
- Журавский Данила Матвеевич — московский дворянин (1692)[3].